# Le Fugeret
Le Fugeret è un comune francese di 227 abitanti situato nel dipartimento delle Alpi dell'Alta Provenza della regione della Provenza-Alpi-Costa Azzurra.

## Toponimo
Il nome della città appare nel 1200 come Filiaretum. 
Il suo nome del 1251 (Fougaireto) è formato dal nome in occitano Feugièra, che significa felce, e dal suffisso collettivo et-.

## Geografia fisica
Il villaggio sorge a 835 metri sul livello del mare, sulla strada che porta a sud di La Colle-Saint-Michel (ora parte del comune di Thorame-Haute).
La città è attraversata dal Vaïre (affluente del Coulomp).

### Frazioni
Le frazioni di Le Fugeret sono i borghi di:
- Argenton;
- La Béouge;
- Bontès;
- Chabrières.

### Monti e colline
- Col d'Argenton (1468 m);
- Rocher de Pellousis (1340 m);
- Le Rigelet (1894 m);
- Montagne d'Argenton (1916 m).

## Storia
Ad Argenton, i resti di un edificio Gallo-romana attestano la presenza romana nella valle.
La città appare per la prima volta nelle carte all'inizio del XIII secolo. Le Fugeret se trouvait à l'origine sur le plateau du Chastel, le village aurait brulé une ou deux fois sous François I er à cause de la peste. Le Fugeret, che originariamente era sulla piana di Chastel, sarebbe stato bruciato una o due volte sotto Francesco I di Francia a causa della peste. Il villaggio, allora, si trasferì nella valle, intorno alla chiesa, che probabilmente era stata costruita dai Templari.
Durante la seconda guerra mondiale, Albert e Léa Béraud, e la loro figlia, Georgette, avendo salvato degli ebrei dalla deportazione, e sono stati quindi distinti come Giusti tra le nazioni.

## Società

### Evoluzione demografica
Abitanti censiti

## Amministrazioni
| Periodo | Periodo   | Primo cittadino | Partito       | Carica  | Note |
| ------- | --------- | --------------- | ------------- | ------- | ---- |
| 2001    | 2008      | André Pesce     | Divers Gauche | Sindaco |      |
| 2008    | in carica | André Pesce     | Divers Gauche | Sindaco |      |